# Lucía Yépez
Lucía Yamileth Yépez Guzman (Mocache, 18 de fevereiro de 2001) é uma lutadora de estilo-livre equatoriana.

## Carreira
Ela ganhou a medalha de ouro na categoria de 53 kg no Campeonato Mundial de Luta Livre Sub-23 de 2021, realizado em Belgrado, Sérvia.
Yépez competiu pelo Equador nos Jogos Olímpicos de Verão de 2020 em Tóquio, Japão. Poucos meses depois, ela ganhou a medalha de ouro na categoria feminina de 50 kg nos Jogos Pan-Americanos Júnior de 2021, realizados em Cali, Colômbia.
Yépez ganhou a medalha de ouro em seu evento nos Jogos Bolivarianos de 2022, realizados em Valledupar, Colômbia. Ela competiu no evento de 53 kg no Campeonato Mundial de Luta Livre de 2022, realizado em Belgrado, Sérvia. Ela ganhou a medalha de ouro em seu evento nos Jogos Sul-Americanos de 2022, realizados em Assunção, Paraguai.
Yépez ganhou a medalha de ouro em seu evento no Torneio Ibrahim Moustafa de 2023, realizado em Alexandria, Egito. Poucos meses depois, ela também ganhou a medalha de ouro em seu evento no Campeonato Pan-Americano de Luta Livre de 2023, realizado em Buenos Aires, Argentina.
Em setembro de 2023, Yépez ganhou uma das medalhas de bronze no evento feminino de 53 kg no Campeonato Mundial de Luta Livre realizado em Belgrado, Sérvia. Em novembro de 2023, ela ganhou a medalha de ouro no evento feminino de 53 kg nos Jogos Pan-Americanos de 2023, realizados em Santiago, Chile. Ela derrotou Laura Herin de Cuba em sua luta pela medalha de ouro.
Em fevereiro de 2024, Yépez ganhou a medalha de ouro em seu evento no Campeonato Pan-Americano de Luta Livre realizado em Acapulco, México. Ela derrotou Betzabeth Argüello da Venezuela em sua luta pela medalha de ouro. Em agosto de 2024, Yépez ganhou a medalha de prata no evento feminino de 53 kg nas Olimpíadas de Verão em Paris, França.